# Departament Güer Aike
 Güer Aike és un departament de la província de Santa Cruz, a la Patagònia argentina. Està situat entre la República de Xile, els departaments de Lago Argentino, Corpen Aike i l'oceà Atlàntic. El departament es creuat per dos importants rius: el Gallegos i el Coig, que desemboquen a les ciutats de Río Gallegos i Puerto Coig respectivament. Té una superfície de 33.841 km² i una població de 131.668 habitants (2018).
El nom del departament prové d'un nucli de població situat a 35 quilòmetres de la capital (Río Gallegos), topònim que en l'idioma Aonikenk, idioma del poble Tehuelche, significa "lloc ampli i bonic per acampar". El poblament modern i permanent de la regió començà arrel d'instal·lar-se la Sub-Prefectura Marítima a Río Gallegos el 1885 per tal de conservar la sobirania argentina de la zona.
| Població | 445 | 3274    | 9537    | 21 228  | 37 624 | 56 114 | 79 032 | 92 878 | 113 267 | 131 668 |
| Variació | -   | +635,7% | +191,3% | +122,6% | +77,2% | +49,1% | +40,8% | +17,5% | +22%    | +16,3%  |